# Aileu
Aileu é uma cidade de Timor-Leste, 47 km a sul de Díli, a capital do país. A cidade de Aileu tem 17.326 habitantes e é capital do município do mesmo nome.
Quando Timor era província ultramarina portuguesa, Aileu era conhecida como Vila General Carmona.